# Taïchet
Taïchet (en russe : Тайшет) est une ville de l'oblast d'Irkoutsk, en Russie, et le centre administratif du raïon Taïchetski. Sa population s'élevait à 32 592 habitants en 2021.

## Toponymie
Le nom de la ville vient de la rivière éponyme. En ket, langue des Kètes, « ta » signifie « froid » et « cheth » signifie « rivière » ou « eau ». Le nom veut ainsi dire « rivière/eau froide ».

## Géographie
Taïchet se trouve dans le sud de la Sibérie, à 12 km à l'est de Birioussinsk, à 309 km à l'est de Krasnoïarsk, à 570 km au nord-ouest d'Irkoutsk et à 3 650 km à l'est de Moscou.

## Histoire
En 1897, un village nommé Taïchet fut créé lors de la construction du Transsibérien. En 1904, y fut construit un dépôt de chemin de fer. 
Entre les années 1930 et 1950, Taïchet était le centre des secteurs OzerLag et Angarstroï du Goulag. C'est à Taïchet que commença la construction de la première section de la voie ferrée Magistrale Baïkal-Amour (BAM).

## Population
Recensements ou estimations de la population
| 1959*  | 1970*  | 1979*  | 1989*  | 2002*  |
| ------ | ------ | ------ | ------ | ------ |
| 33 499 | 34 232 | 38 249 | 42 391 | 38 535 |

| 2010*  | 2012   | 2013   | 2014   | 2015   |
| ------ | ------ | ------ | ------ | ------ |
| 35 485 | 34 692 | 34 339 | 33 836 | 33 638 |

| 2016   | 2017   | 2018   | 2019   | 2020   |
| ------ | ------ | ------ | ------ | ------ |
| 33 587 | 33 364 | 33 043 | 32 754 | 32 671 |

| 2021   | - | - | - | - |
| ------ | - | - | - | - |
| 32 592 | - | - | - | - |

## Économie
Le groupe d'aluminium russe RusAl construit une fonderie d'aluminium à Taïchet, d'une capacité de 750 000 tonnes par an. L'usine devait entrer en service en novembre 2009.

## Transport
Taïchet est un carrefour ferroviaire sur le Transsibérien et le point de départ de la Magistrale Baïkal-Amour (BAM). La gare de Taïchet sur le Transsibérien se trouve à 4 515 km de Moscou et à 4 773 km de Vladivostok.
Taïchet est également le point de départ de l’oléoduc Sibérie orientale - océan Pacifique.